# Ctenophthalmus proboscis
Ctenophthalmus proboscis är en loppart som beskrevs av Wu Houyong, Xie Baoqi et Hu Gui 1986. Ctenophthalmus proboscis ingår i släktet Ctenophthalmus och familjen mullvadsloppor. Inga underarter finns listade i Catalogue of Life.